# İsnovqışlaq
İsnovqışlaq è un comune dell'Azerbaigian situato nel distretto di Quba. Conta una popolazione di 871 abitanti.